# Rudolf Meier (Politiker, 1907)
Rudolf Meier (* 30. Januar 1907 in Eglisau; † 30. Juni 1986 ebenda, heimatberechtigt in Eglisau) war ein Schweizer Politiker (BGB).

## Biografie
Der Sohn eines Landwirts absolvierte nach dem Besuch der Volksschule die landwirtschaftliche Schule in Bülach. Als Mitglied der BGB amtierte er auf kommunaler Ebene von 1938 bis 1947 als Gemeindepräsident von Eglisau. Auf kantonaler Ebene gehörte Meier von 1935 bis 1947 dem Zürcher Kantonsrat, danach bis 1971 dem Regierungsrat des Kantons Zürich an. In seiner Funktion als Regierungsrat stand er bis 1950 dem Departement der Justiz und des Innern vor, von 1950 bis 1954 dem Volkswirtschaftsdepartement und ab 1954 dem Finanzdepartement. Darüber hinaus war er von 1943 bis 1951 im Nationalrat sowie von 1960 bis 1967 im Ständerat vertreten. Zuletzt gehörte Meier von 1963 bis 1985 dem Aufsichtsrat der Rentenanstalt an, den er seit 1976 präsidierte.
Rudolf Meier engagierte sich für zahlreiche Stiftungen und Vereine, so die Gemeinnützige Gesellschaft des Bezirks Bülach, die Gesellschaft für Heimatkunde des Zürcher Unterlandes oder die Stiftung Pro Senectute, für die er als Präsident des Direktionskomitees sowie als Ehrenpräsident fungierte. Als Politiker setzte er sich für den öffentlichen Verkehr ein, arbeitete in der Verkehrskommission des Nationalrats mit und sass zwischen 1957 und 1977 im Verwaltungsrat der Schweizerischen Bundesbahnen, den er ab 1972 auch präsidierte.
Er war verheiratet mit Hedwig geborene Maurer. Rudolf Meier starb am 30. Juni 1986 fünf Monate nach Vollendung seines 79. Lebensjahres in Eglisau.

## Weblink
- Publikationen von und über Rudolf Meier (Politiker, 1907) im Katalog Helveticat der Schweizerischen Nationalbibliothek

| Personendaten    | Personendaten             |
| ---------------- | ------------------------- |
| NAME             | Meier, Rudolf             |
| KURZBESCHREIBUNG | Schweizer Politiker (BGB) |
| GEBURTSDATUM     | 30. Januar 1907           |
| GEBURTSORT       | Eglisau                   |
| STERBEDATUM      | 30. Juni 1986             |
| STERBEORT        | Eglisau                   |